# By the Grace of the Gods
By the Grace of the Gods (神達に拾われた男?, Kami-tachi ni hirowareta otoko, lett. "L'uomo raccolto dal dio") è una serie di light novel scritta da Roy e illustrata da Ririnra. In precedenza, la serie è stata distribuita sul sito Web Shōsetsuka ni narō il 28 gennaio 2014. Poi la serie è stata acquistata dalla casa editrice Hobby Japan che, sotto l'etichetta HJ Novels, ha iniziato la pubblicazione a partire dal 22 settembre 2017.
In seguito, un adattamento manga ha iniziato la serializzazione sulla rivista Manga Up! di Square Enix dal 29 novembre 2017.
Un adattamento anime, prodotto da Maho Film, è stato trasmesso dal 4 ottobre al 20 dicembre 2020. Una seconda stagione è andata in onda dall'8 gennaio al 26 marzo 2023.

## Trama
Ryoma Takebayashi era un uomo solitario che aveva avuto una vita frenetica e piena di difficoltà soprattutto sul lavoro, finché non era morto a causa di uno sfortunato incidente durante il sonno. Dopo la sua morte, tre grandi Dei cercarono la sua collaborazione e lo reincarnarono in un bambino di otto anni in un mondo fantasy. Da quel momento per i successivi tre anni Ryoma decise di vivere tranquillamente da solo nella foresta riposandosi dopo la sua precedente vita e dedicandosi all'addomesticamento e all'allevamento degli slime.
Quando Ryoma raggiunse l'età di 11 anni, si imbatté casualmente in alcuni rappresentanti della nobile famiglia Jamil che transitavano nella foresta ed instaurò con loro un profondo rapporto di amicizia che gli permise di uscire dal suo isolamento e di iniziare ad esplorare quel nuovo mondo in cui stava vivendo, sfruttando le capacità e i poteri magici che gli Dei gli avevano concesso.

## Protagonisti

### Personaggi principali

Da sinistra a destra: Hughes, Camil, Jill, Zeph, Reinbach e Reinhart; al centro Ryoma ed Eliaria; a destra Elise e Sebas.

Ryoma Takebayashi (竹林竜馬?, Takebayashi Ryoma)
Doppiato da: Azusa Tadokoro (bambino), Hiroki Yasumoto (adulto)
Ryoma è il protagonista della serie. Nella sua vita precedente, era un uomo muscoloso, con capelli neri, leggermente brizzolati e occhi neri. Aveva un carattere timido. Nella sua vita attuale, è un bambino di 11 anni ed è gentile che si prende cura degli altri quando hanno bisogno di aiuto. Di conseguenza, tende a reagire in modo eccessivo ai suoi errori. Dato che ha avuto 42 anni di esperienza, ha sorpreso gli adulti che un bambino potesse essere così razionale, ben istruito e maturo. Tuttavia, soffre di una regressione infantile della sua maturità emotiva a causa del suo corpo giovane, che rende molto difficile mascherare o contenere le sue emozioni. Oltre a ciò, Ryoma conserva tutti i ricordi della sua vita sulla Terra, permettendogli di pensare fuori dagli schemi dove gli altri rimarrebbero bloccati.
Eliaria Jamil (エリアリア・ジャミール?, Eriaria Jamīru)
Doppiata da: Yūki Kuwahara
Eliaria è una bambina di 11 anni ed è solitamente allegra. A causa della sua discendenza e del suo potere travolgente, prima di incontrare Ryoma, aveva difficoltà a controllare la sua magia e ha paura di usarla a causa di un incidente nel suo passato. Le faceva anche paura di ciò che gli altri avrebbero potuto pensare di lei. Ryoma non fu influenzato da questo fatto e fece amicizia con lui.

### Famiglia Jamil
Reinhart Jamil (ラインハルト・ジャミール?, Rainharuto Jamīru)
Doppiato da: Daisuke Ono
Reinhart è il padre di Elaria e il duca del Ducato Jamil. Fece amicizia con Ryoma nella foresta e subito dopo decise di ricompensarlo con doni di gratitudine per aver salvato una guardia del corpo di nome Hughes.
Elise Jamil (エリーゼ・ジャミール?, Erīze Jamīru)
Doppiata da: Saori Hayami
Elise è la madre di Elaria e marito del duca Reinhart. Elise è una signora gentile. È anche piuttosto testarda, specialmente quando si sente protettiva. A differenza di suo marito, Elise non diventa iperprotettiva nei confronti di Elia.
Reinbach Jamil (ラインバッハ・ジャミール?, Rainbahha Jamīru)
Doppiata da: Takehito Koyasu
Reinbash è l'ex duca del Ducato di Jamil ed è il padre di Reinhart. Reinbach è un abile utilizzatore di magia che può domare qualsiasi mostro con scaglie. Circa la metà dei suoi mostri sono potenti draghi, inclusa una Bestia Divina.
Hughes (ヒューズ?, Hyūzu)
Doppiato da: Keisuke Koumoto
Hughes è una delle guardie del corpo della famiglia Jamil, viene ferito mentre combatte contro un orso e salvato da Ryoma, il che lo porta al suo primo incontro con Reinhart. In seguito diventerà il marito di Lulunese.
Lulunese (ルルネーゼ?, Rurunēze)
Lulunese è una donna-gatto, cameriera della famiglia Jamil. In seguito diventa la moglie di Hughes.

### Divinità
Lulutia (ルルティア?, Rurutia)
Doppiata da: Kikuko Inoue
Lulutia è la dea dell'amore e della guarigione. Ha l'abitudine di visitare la Terra per mangiare vari tipi di dessert poiché non esistono nel suo paese a causa della scarsità di ingredienti.
Kufo (クフォ?)
Doppiato da: Makoto Koichi
Kufo è il dio della vita. È energico e abbastanza diretto e ha anche un'alta stima di Ryoma.
Gain (ガイン?)
Doppiato da: Motomu Kiyokawa
Gain è il Dio della Creazione. Il suo aspetto è di un uomo anziano con la barba lunga. I suoi capelli sono bianchi e i suoi occhi sono azzurri.
Tekkun (テクン?)
Doppiato da: Nobuyuki Hiyama
Tekkun è il dio del vino e dell'artigianato con l'aspetto di un uomo adulto e grassoccio. Si interessa a Ryoma dopo aver assistito alle sue sculture in pietra e diventa suo amico.
Fernobelia (フェルノベリア?, Ferunoberia)
Doppiato da: Takuya Eguchi
Il dio della magia e della conoscenza con l'aspetto di un giovane occhialuto che pone a Ryoma alcune domande per confermare che non rischia di abusare dei suoi poteri. Tende a pronunciare frasi impersonali, senza molte emozioni.
Serelipta (セーレリプタ?, Sēreriputa)
Il dio della pesca e dei porti con l'aspetto di un ragazzo androgino. Si interessa a Ryoma per la sua capacità di resistere in qualche modo ai poteri degli dei e, indagando nella sua mente, scopre la verità sulla sua dura vita e sulla sua morte prematura.

### Lavanderia Foresta di Bambù
Carla Norad (カルラ・ノーラッド?, Karura Nōraddo)
Doppiata da: Risa Kubota
Membro della Gilda dei Mercanti, diventa manager della Foresta di Bambù sotto Ryoma. In seguito si trasferisce a Lenaf per gestire una filiale della lavanderia.
Callum Norad (カルム・ノーラッド?, Karumu Nōraddo)
Doppiato da: Sakura Nakamura
Fratello gemello di Carla, anch'egli prestato dalla Gilda dei Mercanti come gestore del negozio di Ryoma. Spesso interviene quando Ryoma si spinge troppo oltre e ha bisogno di riposo.
Dolce (ドルチェ?, Doruche)
Doppiato da: Junya Enoki
Guardia del corpo assunta da Ryoma per proteggere il suo negozio a Gimul; a causa di domatori ignoranti che sono invidiosi di un'attività gestita con successo dagli slime. È tipicamente stoico e non parla molto.
Tony (トニー?, Tonī), Lobelia (ロベリア?, Roberia) e Caulkin (コーキン?, Kōkin)
Doppiati da: Hiro Shimono (Tony), Manami Numakura (Lobelia) e Akira Ishida (Caulkin)
Tre ricercatori di slime che sono stati licenziati dall'accademia e sono diventati dipendenti del negozio di Lenaf. Sono grati a Ryoma per aver insegnato loro come si evolvono gli slime.
Selma (シェルマ?, Sheruma)
Doppiata da: Kanako Yanagihara
Cuoca della Foresta di Bambù presso il negozio di Gimul. È stata assunta contemporaneamente a Fina, Jane e Maria.
Fina (フィーナ?), Jane (ジェーン?, Jēn) e Maria (マリア?)
Doppiate da: Shizuku Hoshinoya (Fina), Fairouz Ai (Jane) e Yui Otagiri (Maria)
Tutte e tre hanno lasciato insieme il loro villaggio natale in cerca di lavoro prima di essere assunte da Ryoma alla Foresta di Bambù. Gli sono molto grate; è incredibilmente genoroso come capo, perché mette il benessere al di sopra del profitto.
Fei (フェイ?, Faye) e Li Ling (リーリン?, Rīrin)
Doppiati da: Tsuyoshi Aoki (Fei) e Hisako Tōjō (Li Ling)
Ex assassini assunti da Ryoma alla Foresta di Bambù dopo un giorno dall'apertura del negozio, a causa dell'eccessiva clientela. Ryoma li paga extra per il servizio di guardia del corpo. Nonostante il loro passato, sono piuttosto affabili e si godono la loro nuova vita. Sono fuggiti dal loro vecchio Paese a causa di drammi politici.

### Gilda degli Avventurieri
Miya (ミーヤ?)
Doppiata da: Marika Kōno
Miya è una gatta ed è un'avventuriera e amica di Ryoma. Ha la tendenza a dire "Nya" quando finisce una frase e parla con giochi di parole. Gli piace spaventare i topi.
Worgan (ウォーガン?, Uōgan)
Doppiata da: Tetsu Inada
Worgan è il direttore della filiale della gilda degli avventurieri della città di Gimuru. È gentile, giusto e protettivo nei confronti dei membri della sua gilda. È sensibile al fatto che la sua faccia venga definita una faccia malvagia.
Welanna (ウェルアンナ?, Ueruan'na)
Doppiata da: Yūki Hirose
Welanna è un cane, avventuriera e amica di Ryoma.
Mizelia (ミゼリア?, Mizeria)
Doppiata da: Yūki Takada
Mizelia è una tigre femmina ed è un'avventuriera e amica di Ryoma. È fiduciosa e disposta a guidare avventurieri meno esperti.
Cilia (シリア?, Shiria)
Doppiata da:  Yui Fukuo
Cilia è una coniglia, avventuriera e amica di Ryoma.
Maylene (メイリーン?, Meirīn) e Paena (パエナ?)
Doppiate da: Yū Wakui (Maylene) e Kanon Takao (Paena)
Le addette alla reception della sede di Gimul della Gilda degli Avventurieri.

### Gilda dei Mercanti
Glissela (グリシエーラ?, Gurishiēra)
Doppiata da: Reiko Suzuki
Maestra di gilda presso la Gilda dei Mercanti.

### Altri
Tabuchi Kazuo (田淵?)
Doppiato da: Makoto Furukawa
Collaboratore di Ryoma nella sua vita precedente. Ryoma chiama il primo slime che ha domato in suo onore, ma lo slime muore, lasciando solo il suo nucleo.
Miyabi Saionji (ミヤビ・サイオンジ?)
Doppiata da: Yuiko Tatsumi
Giovane ragazza-volpe e figlia di Pioro Saionji, si allena per diventare una mercante come suo padre e fa amicizia con Ryoma durante il suo soggiorno nella città di Lenaf. In seguito si trasferisce nella capitale per studiare alla scuola imperiale, diventando una delle amiche più strette di Eliaria.
Pioro Saionji (ピオロ・サイオンジ?)
Doppiato da: Kenichi Suzumura
Padre di Miyabi, commerciante e discendente di un Figlio di Dio, ha mantenuto nella sua famiglia molti aspetti e tradizioni del suo antenato, compreso il suo cognome.
Serge Morgan (セルジュ・モーガン?, Seruju Mōgan)
Doppiato da: Makoto Yasumura
Un mercante amico della famiglia Jamil e presidente della Morgan Trading Company che aiuta Ryoma ad aprire la sua lavanderia, diventando poi suo socio in altre imprese.
Prenance (プレナンス?, Purenansu)
Doppiato da: Daisuke Hirakawa
Il leader della Troupe Semroid, dedita a rappresentazioni teatrali.
Michelle Wildan (ミシェル・ウィルダン?, Misheru Uirudan), Riela Clifford (リエラ・クリフォード?, Riera Kurifōdo) e Kanan Schuzer (カナン・シューザー?, Kanan Shūzā)
Doppiato da: Natsumi Fujiwara (Michelle), Minami Takahashi (Riela) e Atsumi Tanezaki (Kanan)
Tre studentesse della scuola imperiale di rami diversi che fanno amicizia con Miyabi ed Eliaria e diventano parte del loro gruppo di studio.

## Media

### Light novel
Inizialmente, la serie, scritta e disegnata da Roy, venne distribuita sul sito Web Shōsetsuka ni narō il 28 gennaio 2014. Successivamente è stata la casa editrice Hobby Japan a pubblicare il primo volume come light novel sotto l'etichetta HJ Novels il 22 settembre 2017. Al 19 giugno 2025 i volumi totali ammontano a 17.
| Nº | Data di prima pubblicazione | Data di prima pubblicazione | Data di prima pubblicazione |
| Nº | Giapponese                  | Giapponese                  |                             |
| -- | --------------------------- | --------------------------- | --------------------------- |
| 1  | 22 settembre 2017           | ISBN 978-4-79-861509-7      |                             |
| 2  | 22 novembre 2017            | ISBN 978-4-79-861571-4      |                             |
| 3  | 22 marzo 2018               | ISBN 978-4-79-861653-7      |                             |
| 4  | 21 luglio 2018              | ISBN 978-4-79-861730-5      |                             |
| 5  | 22 novembre 2018            | ISBN 978-4-79-861807-4      |                             |
| 6  | 22 marzo 2019               | ISBN 978-4-79-861887-6      |                             |
| 7  | 24 agosto 2019              | ISBN 978-4-79-861980-4      |                             |
| 8  | 22 febbraio 2020            | ISBN 978-4-79-862124-1      |                             |
| 9  | 22 agosto 2020              | ISBN 978-4-79-862270-5      |                             |
| 10 | 22 dicembre 2020            | ISBN 978-4-79-862375-7      |                             |
| 11 | 18 dicembre 2021            | ISBN 978-4-79-862667-3      |                             |
| 12 | 18 novembre 2022            | ISBN 978-4-79-862973-5      |                             |
| 13 | 19 aprile 2023              | ISBN 978-4-79-863162-2      |                             |
| 14 | 17 novembre 2023            | ISBN 978-4-79-863343-5      |                             |
| 15 | 17 maggio 2024              | ISBN 978-4-79-863539-2      |                             |
| 16 | 19 dicembre 2024            | ISBN 978-4-79-863698-6      |                             |
| 17 | 19 giugno 2025              | ISBN 978-4-79-863871-3      |                             |

### Manga
Un adattamento manga ha iniziato la serializzazione sulla rivista Manga UP!  della casa editrice Square Enix il 29 novembre 2017. I capitoli vengono raccolti in volumi tankōbon a partire dal 13 giugno 2018; al 7 marzo 2025 il numero totale ammonta a 14.
| Nº | Data di prima pubblicazione | Data di prima pubblicazione | Data di prima pubblicazione |
| Nº | Giapponese                  | Giapponese                  |                             |
| -- | --------------------------- | --------------------------- | --------------------------- |
| 1  | 13 giugno 2018              | ISBN 978-4-7575-5742-0      |                             |
| 2  | 22 ottobre 2018             | ISBN 978-4-7575-5881-6      |                             |
| 3  | 12 aprile 2019              | ISBN 978-4-7575-6041-3      |                             |
| 4  | 12 ottobre 2019             | ISBN 978-4-7575-6343-8      |                             |
| 5  | 22 aprile 2020              | ISBN 978-4-7575-6610-1      |                             |
| 6  | 22 dicembre 2020            | ISBN 978-4-7575-6981-2      |                             |
| 7  | 7 giugno 2021               | ISBN 978-4-7575-7286-7      |                             |
| 8  | 7 febbraio 2022             | ISBN 978-4-7575-7725-1      |                             |
| 9  | 7 settembre 2022            | ISBN 978-4-7575-8116-6      |                             |
| 10 | 7 marzo 2023                | ISBN 978-4-7575-8444-0      |                             |
| 11 | 6 ottobre 2023              | ISBN 978-4-7575-8834-9      |                             |
| 12 | 7 marzo 2024                | ISBN 978-4-7575-9079-3      |                             |
| 13 | 7 ottobre 2024              | ISBN 978-4-7575-9455-5      |                             |
| 14 | 7 marzo 2025                | ISBN 978-4-7575-9721-1      |                             |

### Anime
Un adattamento anime è stato annunciato il 20 febbraio 2020, e sarebbe stato prodotto dallo studio Maho Film. L'anime è diretto da Takeyuki Yanase, con Kazuyuki Fudeyasu come compositore della serie, Kaho Deguchi come character designer, con Ririnra per i disegni e Hiroaki Tsutsumi che si è occupato della colonna sonora. La serie è andata in onda dal 4 ottobre al 20 dicembre 2020 su Tokyo MX e BS Fuji. Azusa Tadokoro ha cantato la sigla di apertura chiamata Yasashii sekai, mentre MindaRyn ha cantato quella di chiusura chiamata Blue Rose knows. In Italia, la serie è stata pubblicata in simulcast su Crunchyroll, così come nel resto del mondo al di fuori dell'Asia.
Il 4 giugno 2021, è stata annunciata una seconda stagione. Nella seconda stagione, è Yuka Yamada a occuparsi della composizione della serie. È stata trasmessa dall'8 gennaio al 26 marzo 2023. MindaRyn canta la sigla di apertura Way to go, mentre Azusa Tadokoro quella di chiusura Drum-shiki Tansaki.